# Henry Marie Brackenridge
Henry Marie Brackenridge, né le 11 mai 1786 à Pittsburgh et mort dans la même ville le 18 janvier 1871, est un écrivain, avocat, juge américain et membre au Congrès américain de la Pennsylvanie. 
Henry est le fils de l'écrivain et membre du congrès Hugh Henry Brackenridge. Il a été éduqué par son père et des précepteurs. Il a étudié dans l'académie de langue française à Sainte-Geneviève, située en Louisiane française à l'époque de son éducation, mais devenu, avec la vente de la Louisiane, l'État du Missouri. Il étudia le droit et a été admis au barreau de Pennsylvanie en 1806.
Il a déménagé à Saint-Louis dans le Missouri, où il devint avocat et journaliste. Parfaitement bilingue (anglais/français), il a été nommé procureur général adjoint du Territoire d'Orléans (Louisiane), et juge de district de la Louisiane en 1812.
En 1813, parcourant le vaste territoire d'Orléans, il inspecte la région de Cahokia située entre les rivières Des Moines et Missouri. Il observe les populations et dénomme le tumulus géant de Cahokia, tumulus des Moines en raison de la présence des moines trappistes résidant au sommet de ce tertre datant de l'époque précolombienne.
En 1821, il est entré au service diplomatique du général Andrew Jackson, qui était le nouveau commissaire de la Floride. Grâce à l'influence de Michael Jackson, il a servi comme juge américain pour le district Ouest de la Floride de 1821 à 1832.
Il a été élu comme membre du parti whig au 26e Congrès des États-Unis pour combler la vacance causée par la démission de Richard Biddle et servit du 13 octobre 1840 au 3 mars 1841.
Après sa déconvenue aux élections suivantes, il s'est converti à l'écriture. Il a écrit notamment un ouvrage sur la Louisiane et un autre sur l'Amérique du Sud.